# Friedrich Materna
Friedrich Materna, avstrijski general, * 21. junij 1885, † 11. november 1946.